# ميخائيل ريمر
ميخائيل ريمر (بالإنجليزية: Michael Rimmer) هو عداء المسافات المتوسطة بريطاني، ولد في 3 فبراير 1986 في ساوثبورت ‏ في المملكة المتحدة.

## وصلات خارجية
- ميخائيل ريمر على موقع الاتحاد الدولي لألعاب القوى (الإنجليزية)
- ميخائيل ريمر على موقع الدوري الماسي (الإنجليزية)
- ميخائيل ريمر على موقع أوليمبيديا (الإنجليزية)
- ميخائيل ريمر على موقع اللجنة الأولمبية البريطانية (الإنجليزية)
- ميخائيل ريمر على موقع اتحاد ألعاب الكومنولث (مؤرشف) (الإنجليزية)